# Jean-Joseph Hanson
Pour les articles homonymes, voir Hanson.
Jean-Joseph Hanson est un artiste peintre et poète liégeois (1731 - vers 1796-1799). 

## Biographie
Il fut échevin de Hermalle-sous-Huy, peintre officiel de la cathédrale Saint-Lambert et peintre-héraldiste de la ville de Liège (1776). Il est l'un des huit académiciens nommés par le prince-évêque Velbrück à la création de l'Académie de peinture, de sculpture et de gravure de Liège (1775).
Il est l'auteur de dessins, de gravures et du tableau du maître-autel de l'église Saint-Lambert de Gleixhe (Flémalle) (1783, signé et daté).
Il a transposé en wallon des œuvres de Fougeret de Monbron et de Camoëns. Il a également célébré l'élection du prince-évêque Velbrück dans une chanson dialoguée Paskèye so l'êr dèl Bot'rèsse di Mont'gnêye.